# 이효리의 음반 외 활동 목록
다음은 대한민국의 가수 이효리의 음반 외 활동 목록이다.

## 방송
2001년
- KBS 《99초 스탠바이 큐》
- M•net 《스타VJ쇼》

2002년
- KBS 《해피투게더 시즌1 - 쟁반노래방》
- MBC 《타임머신》
- SBS 《유니세프 평화콘서트》
- KBS 《연예대상》

2003년
- MBC 제27회~34회 《대학가요제》[1][2][3] (2003년 ~ 2010년)
- KBS 《설날특집 - 스타대격돌》
- SBS 《이라크 난민 돕기 청소년을 위한 F콘서트》
- SBS 《보야르원정대》
- KBS 《대구유니버시아드 대회 전야제》
- MBC 《미주이민100주년기념 뉴욕한인 음악대축제》
- MBC 《'민족평화축전' 전야제 평화콘서트》
- SBS 《희망콘서트》
- KBS 《KBS 연예대상》

2004년
- SBS 《신사옥 오픈특집 빅스타 총출동》
- MBC 《할리웃 보울한인 음악대축제》
- SBS 《SBS 연기대상》

2005년
- SBS 《고려대학교 개교 100주년 기념 캠퍼스 음악회》
- MBC 《대한민국음악축제 젊음의축제 - 여름안에서》

2006년
- MBC 《강력추천 토요일 - 무한도전: 퀴즈의 달인》
- MBC 《독일월드컵 D-30가자! 코리아》
- KBS 《해피투게더 시즌2 - 프렌즈》
- KBS 《추석특집 - 쟁반노래방》
- KBS 《성탄특집 - 효리의 아주 특별한 선물》

2007년
- MBC 《무한도전》 드라마특집 2부, 3부
- KBS 《KBS 연예대상》
- SBS 《SBS 가요대전》

2008년
- SBS 《일요일이 좋다 - 체인지》
- M.net 《오프 더 레코드 - 효리》
- KBS 《상상 플러스 시즌2》
- SBS 《일요일이 좋다 - 패밀리가 떴다》

2010년
- MBC 《무한도전》 - ’죄와 길’ 2부
- SBS 《남아공월드컵 국민응원대축제 '승리의 함성'》

2012년
- SBS 《유&아이》
- On Style 《이효리의 소셜클럽 GOLDEN 12》
- SBS 《SBS 스페셜》 295회 : 동물, 행복의 조건 1부 "고기가 아프면 사람도 아프다" / 296회 : 동물, 행복의 조건 2부 "험한 세상 다리가 되어" - 내레이션

2013년
- On Style 《이효리의 X언니》
- On Ssyle 《겟잇뷰티》
- MBC 《황금어장 라디오스타》

2014년
- SBS 《매직아이》

2017년
- JTBC 《효리네 민박》
- JTBC 《한끼줍쇼》
- MBC 《황금어장 라디오스타》
- MBC 《무한도전》 - ‘효리와 함께 춤을’

2018년
- JTBC 《효리네 민박 2》

2019년
- JTBC 《캠핑클럽》
- tvN 《일로 만난 사이》
- SBS 《동상이몽2_너는 내운명》 (메이비 ♥ 윤상현 동반)

2020년
- MBC 《놀면 뭐하니?》
- 카카오TV 《페이스아이디》

2022년
- TVING 《서울체크인》
- tvN 《캐나다 체크인》

2023년
- tvN 《댄스가수 유랑단》

2024년
- KBS2 《더 시즌즈》
- TV CHOSUN 《조선의 사랑꾼》 (정호철♥이혜지 편 VCR 출연)
- JTBC 《엄마, 나랑 단둘이 여행 갈래?'(가제)》

2025년
- 유튜브 《핑계고》

## 드라마/영화
| 연도 | 제목              | 역할               | 비고      |
| ---- | ----------------- | ------------------ | --------- |
| 2002 | 《긴급조치 19호》 | 본인               | 카메오    |
| 2012 | 《댄싱퀸》        | 슈퍼스타K 심사위원 | 특별 출연 |
| 2018 | 《공작》          | 본인               | 특별 출연 |

| 연도 | 제목                    | 역할   | 비고      |
| ---- | ----------------------- | ------ | --------- |
| 1996 | 《감성세대》            |        | 엑스트라  |
| 2003 | 《달려라 울엄마》       |        | 특별 출연 |
| 2005 | 《세잎클로버》          | 강진아 | 주연      |
| 2007 | 《사랑한다면 이들처럼》 | 이나   | 단막극    |
| 2008 | 《온에어》              | 자신   | 특별 출연 |

## 광고 모델
- 1998년 라일락[4]
- 1998년  삼양식품 삼양라면
- 1999년  제너시스 비비큐치킨
- 1999년  롯데칠성 이프로부족할때
- 1998년 무선통신연구조합 012-015삐삐
- 1999년 삼립식품 핑클빵
- 1999년 무궁화 헬로키티 화이트 플러스
- 1999년 삼천리자전거 LESPO 자전거
- 1999년 ~ 2006년 국민대학교
- 2000년 스포츠서울
- 2000년 KT 한미르
- 2000년 엡손 스타일 포토시리즈
- 2000년 샤프전자 리얼딕세이 전자사전
- 2000년 빙그레 5n 캡슐우유
- 2000년 FnC코오롱 캐스캐이드[5]
- 2000년 동양화장품 과일나라 피클리어
- 2001년 보건복지부 금연 권장 공익 광고
- 2001년 손오공 아이싱어
- 2001년 해태음료 참음료
- 2002년 한국낙농육우협회 우유 권장 공익 광고
- 2002년 GM대우 마티즈2
- 2002년  SK텔레콤 IMT-2000
- 2002년  하이트프라임 맥주
- 2003년  FRJ 캐주얼 의류
- 2003년  델몬트 망고
- 2003년  해태제과 내몸에플러스888
- 2003년  도브초콜릿
- 2003년  롯데 영 플라자
- 2003년  SK엔크린 정유
- 2003년  온라인게임 라그나로크
- 2003년  애견 전문 쇼핑몰 쥬쥬시티
- 2003년 ~ 2004년 쌍방울 트라이Try
- 2003년 ~ 2005년 롯데웰푸드 돼지바
- 2003년 ~ 2004년 에이스침대
- 2003년 ~ 2004년 산사춘
- 2003년 ~ 2006년 로레알 비오템화장품
- 2003년 ~ 2007년 삼성전자 Anycall
- 2004년 ~ 2005년 GGPX
- 2005년 ~ 2006년 G마켓
- 2006년  지오다노(Giordano)
- 2006년  쇼핑몰 tings
- 2006년  광동제약 비타500
- 2007년  현대자동차 투싼
- 2007년  캘빈클라인(CK)
- 2007년 ~ 2009년 P&G 비달사순
- 2007년 ~ 2009년 동아오츠카 블랙빈테라티
- 2007년 ~ 2012년 롯데주류 처음처럼
- 2007년 ~ 2010년 LG생활건강 이자녹스(Isa knox)
- 2008년  KB카드
- 2008년 ~ 2010년 비발디파크 오션월드
- 2008년 ~ 2009년 엠넷미디어(M.net Media)
- 2008년 ~ 2012년 TOPGIRL by GGPX
- 2009년 ~ 2010년 LG생활건강 뷰티플렉스(Beautl Plex)
- 2009년 ~ 2010년 게스진(GUESS JEANS)
- 2009년 ~ 2010년 중국 현대자동차 i30
- 2009년 ~ 2010년 인터파크
- 2009년 ~ 2010년 미래에셋증권 다이렉트
- 2009년 ~ 2011년 청정원 순창고추장
- 2010년  중국 롯데음료
- 2010년  한우자조금
- 2010년  Adidas Originals(글로벌)
- 2010년  게스아이웨어(GUESS EYEWEAR)
- 2010년 ~ 2011년 휠라스포트(FILA SPORT)
- 2010년 ~ 2012년 중국 이랜드 스캣(scat)
- 2010년 ~ 2012년 리홈 쿠첸
- 2010년 ~ 2012년 클리오(CLIO)
- 2011년 ~ 2012년 캘빈클라인(CK)
- 2012년 푸마(PUMA)
- 2012년 뉴트라라이프
- 2012년 스와로브스키(SWAROVSKI)
- 2018년~ 아지오
- 2019년 한국관광공사 2019 여행주간
- 2023년 롯데쇼핑(주) 롯데ON
- 2023년 (주)뉴트리원 비비랩(BB LAB)
- 2023년 비거너리 by 달바
- 2023년 (주)LF 리복코리아
- 2023년 롯데렌탈(주) 롯데렌터카 마이카
- 2023년 풀무원 지구식단
- 2023년 (주)비모뉴먼트 비거너리
- 2023년 휴롬 녹즙기
- 2023년 (주)스픽이지랩스코리아 스픽
- 2024년 (주)정샘물뷰티
- 2024년 (주) 게스홀딩스코리아
- 2024년 LG전자(주) LG DIOS 오브제컬렉션 식기세척기
- 2024년 하이트진로(주) 일품진로